# The Acid Queen
«The Acid Queen» (с англ. — «Кислотная королева») — песня, написанная Питом Таунсендом для альбома группы The Who Tommy. В 1975 году песня была исполнена в дуэте с Тиной Тёрнер в фильме «Томми», где Тина играет роль Кислотной королевы.

## Версия Тины Тёрнер
В 1976 году Тёрнер записала свою собственную версию песни для альбома Acid Queen. Это была последняя песня, которую для неё спродюсировал Айк Тёрнер, вскоре они развелись и певица начала сольную карьеру.
Оригинальная версия саундтрека в исполнении Тины была представлена в сборнике The Collected Recordings – Sixties to Nineties (1994), Tina! (2008) и The Platinum Collection (2009). Он также был включен в некоторые компиляции Айка и Тины Тёрнеров, включая Proud Mary: The Best of Ike & Tina Turner (1991), хотя это официальный сольный сингл Тины.
Песня была также представлена в туре Tina!: 50th Anniversary Tour в 2008 году с добавлением элементов «Won’t Get Fooled Again», выступление с песней вошло в концертный видеоальбом Tina Live.

### Список композиций
1. «Acid Queen» — 3:01
2. «Let’s Spend the Night Together» — 2:58

### Официальные версии
- «Acid Queen» (Original soundtrack version) — 3:50
- «Acid Queen» (Album version) — 3:01

## Другие кавер-версии
- В разное время свои версии песен записали Мерри Клейтон, Патти Лабелль и Бетт Мидлер.